# Bridge over Troubled Water (песня)
| Оценки критиков | Оценки критиков |
| Источник        | Оценка          |
| --------------- | --------------- |
| AllMusic        | Без оценки      |

«Bridge over Troubled Water» (с англ. — «Мост над неспокойной водой») — песня американского дуэта Саймона и Гарфанкеля из их вышедшего в 1970 году пятого студийного альбома Bridge over Troubled Water.
Уильям Рульманн в своей рецензии на песню «Bridge Over Troubled Water» на сайте AllMusic называет её «самой прославленной песней в карьере прославленного автора песен Пола Саймона и самой успешной песней очень успешного дуэта 1960 годов Simon & Garfunkel».
В США песня поднялась на 1-е место чарта Billboard Hot 100. Это была третья песня в карьере дуэта Саймона и Гарфанкеля, достигнувшая в нём первого места (после «The Sound of Silence» и «Mrs. Robinson»). Также она осталась и последней.
В 2004 году журнал Rolling Stone поместил песню «Bridge over Troubled Water» в исполнении Саймона и Гарфанкеля на 47-е место своего списка «500 величайших песен всех времён». В списке 2011 года песня находится на 48-м месте.
Кроме того, эта песня в их исполнении входит в составленный Залом славы рок-н-ролла список 500 Songs That Shaped Rock and Roll.

## Кавер-версии

### Artists for Grenfell (2017)
После трагического пожара в Лондонском здании Grenfell Tower, где погибли десятки его жильцов, в Великобритании был записан благотворительный сингл. Организатором выступил музыкальный продюсер Саймон Коуэлл, который сделал аранжировку для записи новой версии песни рядом со студией Sarm West Studios. Всего в записи приняли участие около 50 музыкантов, которые 21 июня объединились под общим названием Artists for Grenfell. Среди исполнителей были Робби Уильямс, Джери Халлиуэлл (из Spice Girls), Джеймс Блант, Лиам Пейн (из группы One Direction), Stormzy, Луиза Джонсон (победитель The X Factor), Эмели Санде, Пикси Лотт, Рита Ора, Леона Льюис, Тулиса Контоставлос, Raye, Келли Джонс (солист группы Stereophonics). Гитарную секцию составили легендарные гитаристы Брайан Мэй (Queen), Найл Роджерс и Пит Таунсенд (The Who).
Тираж первого дня выхода сингла составил 120,000 копий, что стало лучшим результатом первого дня релиза за все 2010-е годы. В итоге сингл 23 июня 2017 года занял 1-ю позицию в британском официальном хит-параде UK Singles Chart. В хоре из примерно 300 человек под руководством хормейстера Гарета Мэлоуна, приняли участие представители сгоревшего дома Grenfell Tower.

## Чарты

### Недельные чарты (1970-71)
| Чарт (1970-71)                            | Наив. поз. |
| ----------------------------------------- | ---------- |
| Австралия (ARIA)                          | 2          |
| Австрия (Ö3 Austria Top 40)               | 4          |
| Канада (RPM 100)                          | 1          |
| Канада (RPM Adult Contemporary)           | 1          |
| Бельгия/Фландрия (Ultratop 50)            | 23         |
| Франция (SNEP)                            | 1          |
| ФРГ (GfK)                                 | 3          |
| Ирландия (IRMA)                           | 2          |
| Нидерланды (Single Top 100)               | 5          |
| Новая Зеландия (Recorded Music NZ)        | 1          |
| Норвегия (VG-lista)                       | 7          |
| ЮАР (Springbok Radio)                     | 4          |
| Испания (PROMUSICAE)                      | 2          |
| Швейцария (Schweizer Hitparade)           | 5          |
| Великобритания (OCC UK Singles)           | 1          |
| США (Billboard Best Selling Soul Singles) | 1          |
| США (Billboard Hot 100)                   | 1          |
| США (Billboard Easy Listening)            | 1          |

### Чарты (Artists for Grenfell, версия 2017 года)
| Чарт (2017)                                | Высшая позиция |
| ------------------------------------------ | -------------- |
| Австралия (ARIA)                           | 53             |
| Австрия (Ö3 Austria Top 40)                | 32             |
| Бельгия/Фландрия (Ultratip Bubbling Under) | 26             |
| Финляндия (Latauslista Download)           | 23             |
| France (SNEP)                              | 111            |
| Венгрия (Single Top 40)                    | 31             |
| Ireland (IRMA)                             | 25             |
| New Zealand Heatseekers (RMNZ)             | 4              |
| Шотландия (OCC Scotland)                   | 1              |
| Швейцария (Schweizer Hitparade)            | 28             |
| Великобритания (OCC UK Singles)            | 1              |

### Сертификации
| Регион | Сертификация | Продажи    |
| --- | ------------ | ---------- |
| США (RIAA) | Золотой      | 1 000 000^ |
| * Данные о продажах приведены только на основе сертификации. ^ Данные о тиражах приведены только на основе сертификации. |              |            |